# TRF2
TRF2 (Telomeric repeat-binding factor 2) é uma proteína que faz regulação negativa do comprimento dos telômeros e ajuda a estabilizar a extremidade do cromossomo. A superexpressão do TRF2 resulta no progressivo encurtamento do telômero. TRF2 afeta o nível de expressão da telomerase.